# The Volga Boatman
The Volga Boatman is een Amerikaanse dramafilm uit 1926 onder regie van Cecil B. DeMille. De film werd destijds uitgebracht onder de titel De Wolga-bootman.

## Verhaal
Prins Dmitri en prinses Vera stuiten tijdens een tochtje op een groep Wolgavaarders. De strijdvaardige Feodor zoekt een gewelddadige confrontatie met het stel. Bij het uitbreken van de revolutie wordt Feodor een officier in het Rode Leger. Hij kruist opnieuw het pad van Dmitri en Vera.

## Rolverdeling
| Acteur           | Personage     |
| ---------------- | ------------- |
| William Boyd     | Feodor        |
| Elinor Fair      | Prinses Vera  |
| Robert Edeson    | Prins Nikita  |
| Victor Varconi   | Prins Dimitri |
| Julia Faye       | Mariusha      |
| Theodore Kosloff | Stefan        |
| Arthur Rankin    | Vasili        |